# Luis Guillermo Martínez Villada
Luis Guillermo Martínez Villada de Toledo Pimentel (Córdoba, 21 de junio de 1886 - ibídem, 16 de febrero de 1956) fue un aristócrata, abogado, filósofo, teólogo, historiador y astrónomo argentino nacionalista, promotor del revisionismo histórico, influyendo en muchos jóvenes de su época.
Nació en la ciudad de Córdoba, Argentina y estudió leyes en la Universidad Nacional de Córdoba. Es reconocido por su erudición en áreas muy diversas, por fomentar una generación de intelectuales en su ciudad natal. Incluso contribuyó a la astronomía nacional al descubrir un cometa.

## Biografía
Martínez Villada nació el 21 de junio de 1886, en el seno de una antigua familia noble (los Álvarez de Toledo-Pimentel), descendiente de los duques de Alba de Tormes y del fundador de la Ciudad de Córdoba, el hidalgo Jerónimo Luis de Cabrera. Su abuelo Clemente Villada y Cabrera, también abogado, fue secretario de la Convención Constituyente de 1853, diputado nacional por la Provincia de Córdoba y rector de la Universidad Nacional de Córdoba. Su familia poseía la Estancia "El Paraíso" en Córdoba, en tierras que originalmente pertenecieron al fundador de la ciudad. Allí fue donde pasaría gran parte de su infancia, después atendiendo el tradicional Colegio Montserrat. 
En su adolescencia, gracias a los libros de Jaime Balmes, se apasionó con la filosofía. Optó por estudiar derecho en la Universidad de Córdoba. Allí fue donde obtuvo su doctorado en 1909 con una tesis antipositivista en la que criticaba la visión de la religión que sostenía Auguste Comte, siendo él un católico ortodoxo y practicante. Se interesó por la hispanidad como rector cultural en América, realizando diversos estudios al respecto en su temprana carrera.
Junto a los sacerdotes José María Liqueno y Audino Rodríguez y Olmos, Martínez Villada se convirtió en un reconocido difusor del tomismo en Córdoba. También se interesó por el pensamiento de Agustín de Hipona, Blaise Pascal, Maurice Blondel, Joseph de Maistre y Desiré Mercier.
Siendo un ferviente nacionalista conservador, se opuso al movimiento estudiantil surgido de la Reforma Universitaria de 1918, ingresó como docente a la Universidad Nacional de Córdoba en 1923, haciéndose cargo del curso de filosofía para los que cursaban la carrera de abogacía. En 1924 fundó junto a Nimio de Anquín la revista de divulgación filosófica y cultural "Arx". Sus detractores de izquierda lo han intentado ligar al fascismo, corriente política que observó con simpatía en sus inicios pero no tardó en repudiar debido a los excesos cometidos por el régimen de Mussolini, incluso obteniendo enemigos dentro del mismo nacionalismo por su posición antifascista.
Su perfil humanista e intelectual lo impulsó a ir más allá de su disciplina, lo que terminó por llevarlo a explorar diversos campos como los de la poesía, la matemática, la música, la teología, la historia y la astronomía. En 1941, descubrió el cometa 1941-B2 mientras realizaba operaciones en el telescopio del Observatorio de Córdoba, pero diversas circunstancias (según su propio testimonio, de índole política) hicieron que dicho cuerpo celeste no llevase su nombre.
En 1932 fundó el Instituto Santo Tomás de Aquino para promover el debate intelectual en su ciudad. El mismo estuvo integrado por personalidades como Nimio de Anquín, Rodolfo Martínez Espinosa, Alberto García Vieyra, Mario Pinto, Clemente Villada Achával, José María Martínez Carreras, Ascencio Viramonte y Manuel Río. Durante años funcionó como núcleo cultural de la Ciudad de Córdoba. El anhelo de Martínez Villada era que el grupo de estudios evolucionase hasta convertirse en la base de una universidad católica, cosa que finalmente no sucedió, aunque inspiró la creación de la Universidad Católica de Córdoba.
Sus escritos fueron publicados en diversos medios como las revistas Tribuna, Arx y Signo, y el diario Los Principios. En las páginas de la Revista de la Universidad Nacional de Córdoba publicó una serie de investigaciones sobre la historia colonial argentina, pues a Martínez Villada le interesaba difundir la idea de que la hispanidad debía funcionar como la matriz cultural del país.

## Escritos
En la siguiente lista bibliográfica se mencionan algunos escritos del autor, nótese que gran parte de su escritura en medios de divulgación se ha perdido por la falta de conservación de los escritos, aunque la Universidad Nacional de Córdoba aún posee parte de estos textos. 
- Conquistadores y Pacificadores, Córdoba, 1936.
- Simón Duarte, un mercader del siglo XVII, Córdoba, 1937.[8]
- Los Cabrera, Córdoba, 1938.[9]
- Diego López de Lisboa, Córdoba, 1939.
- Los Bazán, Córdoba, 1940.
- Don Alonso de la Cámara, Córdoba, 1942.
- Don Manuel de Ossuna y Benítez de Lugo, Córdoba, 1926.
- Notas sobre la cultura cordobesa en la época colonial, Revista de la Universidad Nacional de Córdoba, edición 9/10, Córdoba, 1919.
- Don Gonzalo Martel de Cabrera, Córdoba, 1920.
- Acción a la genealogía de los Tejeda, Córdoba, 1923.
- Datos para la biografía de D. Juan Crisóstomo Lafinur, Córdoba, 1926.[10]